# Anomodon giraldii
Anomodon giraldii là một loài Rêu trong họ Thuidiaceae. Loài này được Müll. Hal. mô tả khoa học đầu tiên năm 1896.